# Armée de Mongolie-Intérieure

Drapeau du gouvernement militaire de Mongolie-intérieure en 1936-1937.

Cet article concerne l'armée de la région chinoise de Mongolie-Intérieure. Pour l'armée de l'État mongol actuel, voir Forces armées de la Mongolie. Pour l'armée mongole du temps des khans, voir Armée mongole.
L'armée de Mongolie-intérieure rassemble les forces militaires de l'état-fantoche du Mengjiang au service de l'empire du Japon durant la Seconde Guerre sino-japonaise. Elle a disparu en 1945.

## Histoire
Elle a été formée en 1929 par le prince mongol Demchugdongrub à partir de ses 900 gardes du corps personnels , seulement armés de fusils et de deux canons de campagne venant de l'arsenal de Mukden, cadeau de Zhang Xueliang en 1929. Cette force devient plus efficace grâce à l'aide de conseillers de l'armée impériale japonaise. Elle est plus tard étendue à 9 divisions (dont 8 de cavalerie), pour un effectif de 10 000 hommes, pendant la campagne du Suiyuan de 1936, avec l'ajout d'irréguliers mongols du Mandchoukouo de la province du Jehol commandés par Li Shouxin, de diverses troupes mongoles irrégulières des provinces de Cháhāěr et Suiyuan, et de bandits et de déserteurs chinois. Wang Ying mène une force de 6 000 soldats chinois divisée en quatre brigades, appelée la grande armée Han vertueuse.
Après la défaite au Suiyuan en 1936, l'armée est reformée en huit petites divisions de cavalerie pour un effectif total de 20 000 hommes. Elle participe aux côtés de l'armée japonaise à la conquête du Suiyuan en 1937. D'autres éléments sont impliqués dans la bataille de Taiyuan (septembre-novembre 1937).
À la fin de la guerre, en août 1945, l'armée de Mongolie-Intérieure est écrasée par l'armée rouge lors de l'Invasion soviétique de la Mandchourie. Les survivants auraient rejoint les communistes chinois.

## Grades
|                               | Grade                    | Patte |
| Général 将官                  | Général d'armée 上将     |       |
| Général 将官                  | Général de division 中将 |       |
| Général 将官                  | Général de brigade 少将  |       |
| Officiers supérieurs 校官     | Colonel 上校             |       |
| Officiers supérieurs 校官     | Lieutenant-colonel 中校  |       |
| Officiers supérieurs 校官     | Commandant 少校          |       |
| Officiers subalternes 尉官    | Capitaine 上尉           |       |
| Officiers subalternes 尉官    | Lieutenant 中尉          |       |
| Officiers subalternes 尉官    | Sous-lieutenant 少尉     |       |
| Adjudant sous-officier 准士官 | Adjudant 准尉            |       |
| Sous-officiers 副士官         | Sergent-major 上士       |       |
| Sous-officiers 副士官         | Sergent-chef 中士        |       |
| Sous-officiers 副士官         | Sergent 下士             |       |
| Troupe (Hommes du rang) 兵    | Caporal-chef 上等兵      |       |
| Troupe (Hommes du rang) 兵    | Caporal 一等兵           |       |
| Troupe (Hommes du rang) 兵    | Soldat 二等兵            |       |

## Sources
- (en) Jowett, Phillip S., Rays of The Rising Sun, Armed Forces of Japan’s Asian Allies 1931-45, Volume I: China & Manchuria, Helion & Co. Ltd., 26 Willow Rd., Solihul, West Midlands, England., 2004..
- (zh) Guo Rugui et Huang Yuzhang (éditeur), China's Anti-Japanese War Combat Operations (中国抗日战争正面战场作战记), Jiangsu People's Publishing House,‎ 2005 (ISBN 7-214-03034-9, lire en ligne).